# Christian Rudolf von Weiher
Christian Rudolf von Weyherr (* 19. April 1709 in Parlin, Kreis Saatzig; † 4. Mai 1782 in Kyritz) war ein königlich preußischer Generalmajor und Chef des Kürassier-Regiments Nr. 2 sowie Ritter des Ordens Pour le Mérite.

## Leben

### Herkunft
Sein Vater war der kurbrandenburger Leutnant Georg Rudolph von Weyherr, Erbherr auf Parlin und Mulckentin.

### Werdegang
Er kam 1725 zum Dragoner-Regiment Nr. 5. Dort wurde er 1731 Fähnrich und 1737 Leutnant.  1756 wurde er zum Stabshauptmann befördert, 1758 wurde er Schwadronschef. Im Mai 1759 wurde er Major und 1769 Oberstleutnant. 1772 erfolgte seine Ernennung zum Oberst und zum Kommandeur des Regiments. 1773 erhielt er den Pour le Mérite. 1778 wurde er Generalmajor und im März des Jahres erfolgte seine Ernennung zum Chef des Kürassier-Regiments Nr. 2.
Er hatte seit 1741 an allen Feldzügen teilgenommen, darunter in den Schlachten von Hohenfriedberg, Breslau, Leuthen und Torgau. Im Bayerischen Erbfolgekrieg kam das Regiment zum Korps des Prinzen von Anhalt-Bernburg in Sachsen.

### Familie
Von Weiher war seit 1750 mit Amalie Karoline Jakobine von Weyherr († 11. Oktober 1784) aus dem Haus Benz verheiratet, sie war die Tochter von Philipp Jakob von Weyherr. Die Ehe blieb ohne Kinder. Nach dem Tod ihres Mannes heiratete die Witwe den damaligen Leutnant Gottlob Karl Ludwig von Corvin-Wiersbitzki aus dem Kürassier-Regiment Nr. 2.